# Álvaro Semedo
Álvaro Semedo (Latinizado em: Alvarus de Semedo; chinês: 曾德照, Zeng Dezhao, ou ao princípio 謝務祿  Xie Wulu) (1585 ou 1586, - 18 de Julho de 1658 ), foi um Jesuíta missionário Português na China.
Álvaro Semedo nasceu em Nisa, Portugal, em 1585 ou 1586. Entrou como novicio na Companhia de Jesus em 1602, e em 29 de Março de 1608, partiu para Goa e o Extremo Oriente a bordo da nao Nossa Sra. do Vencimento. Chegou em Macau em 1610, e Nanquim em 1613. Junto com outro jesuíta, Alfonso Vagnoni, foi preso durante uma campanha anti-cristã em Nanquim, em 1616, e depois enviado de volta para Macau, onde permaneceu até 1621. 
Como a campanha de perseguição na China continental diminuiu, Frei Semedo mudou seu nome chinês de Xie Wulu para Zeng Dezhao e entrou de novo na China, agora trabalhando na províncias de Jiangsu e Jiangnan. Passando a maior parte de seu mandato na China nas províncias centrais e do sul, talvez sua única viagem ao norte foi a que ele fez para Xian em 1625, durante a qual foi o primeiro europeu a ver a recentemente descoberta Estela nestoriana (estela erigida em 7 de Janeiro de 781, que descreve os cento e cinquenta primeiros anos de história do Cristianismo na China) . 
Em 1636, Semedo voltou para a Europa como Procurador das Missões, enviado por sua ordem para recrutar mais pessoas para a missão na China e para garantir assistência contínua da igreja na Europa. Durante sua estadia na Europa, escreveu um longo relatório sobre a China em português ou italiano (ou nas duas línguas), traduzido e imprimido em espanhol por Manuel de Faria e Sousa sob o título de Imperio de la China y cultura evangelica en el (Madrid, por Juan Sanchez, 1642). A edição italiana, Relatione della grande Monarchia della Cina do ano seguinte em Roma, leva uma dedicatória do próprio Álvaro Semedo  ao "Prencipe" Francesco Barberino, e um "Proemio" do mesmo que deixa poucas dúvidas sobre sêr ele o autor do texto italiano.
Após seu retorno à China, Semedo serviu em Cantão como Vice-Provincial jesuíta da Missão da China. Durante vários anos após a queda de Pequim pelos manchu em 1644, continuou a trabalhar com os regimes leais à Dinastia Ming na China do sul (enviando por exemplo Michał Boym para a corte de Zhu Youlang, príncipe de Gui, da Dinastia dos Ming do sul, enquanto a maioria dos jesuítas em outras partes da China mudavam a sua lealdade para com a recém-criada Dinastia Qing. Uma vez que os Qing levaram Cantão, Semedo foi detido, mas foi libertado alguns meses mais tarde, aparentemente devido à interferência de Johann Adam Schall von Bell.  Passou o resto de sua vida em Cantão, onde morreu.

## Obras de Álvaro Semedo on-line
- Imperio de la China y cultura evangelica en el. Madrid, por Juan Sanchez, 1642 http://purl.pt/16535 (tradução Castelhana: se houve texto original português, nunca foi imprimido, como o indica Inocêncio Francisco da Silva, e contrariamente ao que se pode lêr em certos textos em inglês que falam de edições no nosso idioma em Madrid (1641) e em Lisboa o ano seguinte).
- The history of that great and renowned monarchy of China. Wherein all the particular provinces are accurately described: as also the dispositions, manners, learning, lawes, militia, government, and religion of the people. Together with the traffick and commodities of that countrey (tradução inglesa de 1655)

## Literatura
- L. Carrington Goodrich & Chao-Ying Fang (red.): Dictionary of Ming Biography, 2 bd., New York/London: Columbia University Press 1976.